# Pavle Simić
Pavle Simić (en serbe cyrillique : Павле Симић ; né en 1818 à Novi Sad - mort le 17 janvier 1876 à Novi Sad) était un peintre serbe.

## Biographie
Pavle Simić est né dans une famille de marchands. Ayant perdu ses parents très tôt, il fut recueilli par son grand-père qui était prêtre à Stara Kanjiža ; rempli d'admiration pour l'iconostase peinte par Teodor Ilić Češljar et située dans l'église de la ville, il décida de devenir artiste. Il effectua ses études secondaires à Sombor et à Subotica puis il étudia la peinture à Novi Sad dans l'atelier d'Aloiz Kastagni, une Italienne originaire de Mantoue. En décembre 1837, il s'installa à Vienne et y suivit les cours de l'Académie des beaux-arts ; il y étudia la peinture d'histoire jusqu'en 1841.

## Œuvres

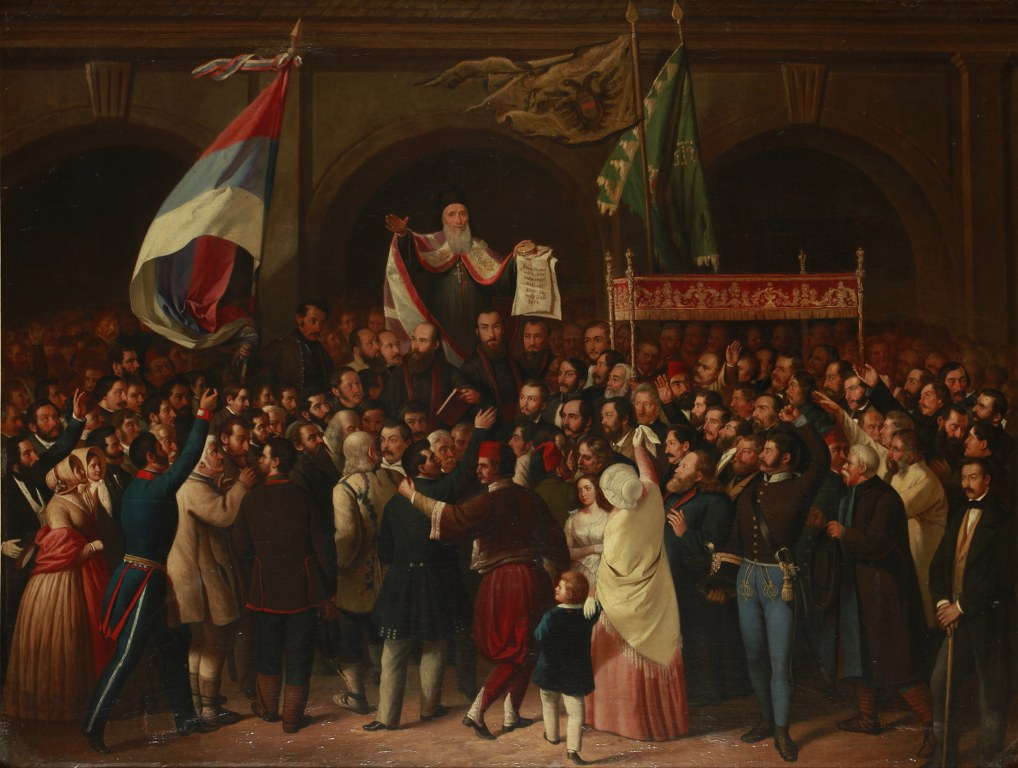
LAssemblée de mai, par Pavle Simić

Simić a peint principalement des iconostases et des portraits.
Parmi ses œuvres figurent l'iconostase de l'église du monastère de Kuveždin (1849), celle de l'église de Šabac (1853-1856) ; il travailla à Stari Futog (1855), peignit l'iconostase de Đurđevo dans la région de Šajkaška (1857), celle de l'église Saint-Pierre-et-Saint-Paul de Piroš (aujourd'hui Rumenka) et celle de l'église Saint-Michel de Senta (1859). Il travailla encore dans l'église Saint-Nicolas de Novi Sad (1863) et à la chapelle de Platon Atanacković, dans le cimetière d'Almaš à Novi Sad (1864). On le retrouve ensuite à l'église Saint-Nicolas de Bašaid, dans le Banat (1864-1866), à l'église du monastère d'Orahovica en Slavonie (1867) à l'église de Glina (1866-1868), à l'église Saint-Georges de Sombor (1870-1873) et à la chapelle Hariš de Zemun (1874).
Simić est encore plus connu en tant que portraitiste. Parmi ses portraits, on peut citer Probojčević, Čovek u belom prsluku ou Prote Mateja qui comptent parmi les meilleurs de la peinture serbe du milieu du XIXe siècle. Parmi ses petits portraits figurent celui d'Agripina Grujić et celui de la poétesse Milica Stojadinović-Srpkinja.
Il est également l'auteur de compositions historiques, dont une partie a aujourd'hui disparu.